# Partygate
Partygate var en række begivenheder, hvor medlemmer af den britiske regering havde holdt fester og sammenkomster i premierministerens embedsbolig i Downing Street 10, mens den britiske befolkning i 2020 og 2021 var underlagt restriktioner i forbindelse med COVID-19-pandemien, der medførte, at man ikke måtte mødes. Episoderne blev første gang nævnt i medierne i december 2021.
Daværende premierminister Boris Johnson meddelte 7. juli 2022, at han ville trække sig som formand for det konservative parti, men fortsætte som premierminister, indtil der kom en ny leder. Han blev afløst af Liz Truss 6. september.

## Efterforskning
I begyndelsen af 2022 startede en undersøgelse, ledet af Sue Gray, der skulle undersøge 16 begivenheder i Downing Street 10 i perioden 15. maj 2020 til 16. april 2021 af hvilke de tolv blev undersøgt af politiet i London. Der blev snakket med 70 personer i den forbindelse. Rapporten blev offentliggjort 25. maj 2022. Forinden var der 31. januar 2022 offentliggjort dele af rapporten, men nogle dele blev holdt tilbage pga. politiets efterforskning. Rapporten placerede ansvaret hos regeringstoppen.
En komité i parlamentet skulle undersøge, om premierminister Boris Johnson har udvist foragt for parlamentet, herunder bevidst vildledning. Da der skulle stemmes om, hvorvidt der skulle nedsættes denne komité, undlod alle medlemmer af det regerende konservative parti at deltage, hvorfor forslaget blev vedtaget kun med stemmer fra oppositionen, herunder Labour, der havde stillet forslaget.
Johnson, hans hustru og finansminister Rishi Sunak fik bøder for at bryde coronareglerne. I alt er der udstedt 126 bøder i forbindelse med partygate.

## Mistillidsafstemning
6. juni 2022 stemte Boris Johnsons partifæller i det konservative parti om, hvorvidt Johnson kunne fortsætte som partileder og premierminister. Afstemningen kom i gang efter at en række partifæller har skrevet et brev til 1922 Komite, at de ønskede afstemningen. Det krævede, at mindst 15% af de konservative parlamentarikere sendte sådan et brev. Der blev modtaget 54 sådanne breve.  Johnson endte med at overleve afstemningen med stemmerne 211-148. Han skulle have 180 stemmer, for at kunne beholde posterne.

## Konsekvenser
Som en konsekvens af partygate trak en række ministre og viceministre sig fra regeringen, heriblandt Rishi Sunak og sundhedsminister Sajid Javid. Pr. 6. juli 2022 havde 42 medlemmer af regeringen trukket sig. Udover førnævnte var der tale om Wales' udenrigsminister Simon Hart og en stribe viceministre i justitsministeriet, uddannelsesministeriet (tre personer), udenrigsministeriet (to personer), finansministeriet, boligministeriet (2 personer), miljø-, fødevare- og landbrugsministeriet, kulturministeriet, arbejds- og pensionsministeriet, industriministeriet, indenrigsministeriet og erhvervsministeriet.
Pr. 10. juli 2022 var der elleve kandidater, der vil efterfølge Johnson som partileder for de konservative, og dermed overtage posten som premierminister:
- Rishi Sunak (tidl. finansminister)
- Penny Mordaunt (viceminister for handel og tidligere forsvarsminister)
- Liz Truss (siddende udenrigsminister)
- Nadhim Zahawis (tidligere uddannelsesminister og finansminister)
- Sajid Javid (tidligere sundhedsminister)
- Jeremy Hunt (tidligere sundhedsminister og udenrigsminister)
- Tom Tugendhat (siddende formand for udenrigsudvalget)
- Grant Shapps (siddende transportminister)
- Kemi Badenoch (flere viceminiserposter gennem tiden)
- Suella Braverman (regeringens juridiske rådgiver)
- Rehman Chisthi (medlem af parlamentet)

### Afstemning om formandskabet og posten som premierminister
13. juli 2022 begyndte første afstemningsrunde om formandsposten (og dermed posten som premierminister). Før afstemningen begyndte havde tre af de oprindeligt elleve kandidater trukket sig. Afstemningen foregik blandt de konservative medlemmer af parlamentet. Alle, der ikke fik 30 stemmer i første runde, røg ud. I efterfølgende runder ryger kandidaten med færrest stemmer ud. Da der var to kandidater tilbage, blev de sendt til afstemning blandt alle medlemmer af det konservative partis ca. 180.000 medlemmer. Resultatet blev offentliggjort 5. september. Senest 21. juli 2022 skulle der kun være to kandidater tilbage, som alle partiets medlemmer kan stemme om. Afstemningen endte med en sejr til Liz Truss.
Kandidaterne fik følgende stemmetal:
| Navn             | 1. runde      | 2. runde   | 3. runde   | 4. runde   | 5. runde   | 6. runde   | 6. runde   |
| ---------------- | ------------- | ---------- | ---------- | ---------- | ---------- | ---------- | ---------- |
| Liz Truss        | 50            | 64         | 71         | 86         | 113        | 81.326     | 57,4%      |
| Rishi Sunak      | 88            | 101        | 115        | 118        | 137        | 60.399     | 42,6%      |
| Penny Mordaunt   | 67            | 83         | 82         | 92         | 105        | Elimineret | Elimineret |
| Kemi Badenoch    | 40            | 49         | 58         | 59         | Elimineret | Elimineret | Elimineret |
| Thomas Tugendhat | 37            | 32         | 31         | Elimineret | Elimineret | Elimineret | Elimineret |
| Suella Braverman | 32            | 27         | Elimineret | Elimineret | Elimineret | Elimineret | Elimineret |
| Nadhim Zahawi    | 25            | Elimineret | Elimineret | Elimineret | Elimineret | Elimineret | Elimineret |
| Jeremy Hunt      | 18            | Elimineret | Elimineret | Elimineret | Elimineret | Elimineret | Elimineret |
| Kilder           | [ 18 ] [ 13 ] | [ 15 ]     | [ 19 ]     | [ 20 ]     | [ 21 ]     |            |            |